# Garrett Park
Garrett Park – miasto w Stanach Zjednoczonych, w stanie Maryland, w hrabstwie Montgomery.